# Claus Larsen-Jensen
Claus Larsen-Jensen, né le 9 mai 1953 à Copenhague, est un homme politique danois, membre des Sociaux-démocrates.

## Biographie
Il devient député européen le 13 décembre 2013 à la suite de la nomination de Dan Jørgensen au gouvernement comme ministre de l'Alimentation, de l'Agriculture et de la Pêche.
Au cours de la 7e législature, il siège au sein de l'Alliance progressiste des socialistes et démocrates au Parlement européen. Il est membre de la commission des affaires économiques et monétaires.